# René de La Croix de Castries
Pour les articles homonymes, voir de La Croix et Castries.
René de La Croix de Castries, ou René de Castries, 4e comte de Castries, est un historien et un académicien français,, né le 6 août 1908 au château de la Bastide-d'Engras (Gard) et mort le 17 juillet 1986 à Paris 15e. Il a écrit ses ouvrages sous le nom de plume et titre de courtoisie de duc de Castries.

## Biographie
René de Castries passe son enfance dans le Gard, au château de Gaujac et à Nîmes. Il y entreprend ses études, qu'il poursuit au collège Saint-Jean de Fribourg et à l’école Sainte-Geneviève de Versailles avant de suivre les cours de l'École libre des sciences politiques dont il obtient le diplôme en 1932 dans la section Finances publiques. Il se destine alors à la diplomatie, mais renonce à cette vocation après son mariage, en 1934, avec Monique de Cassagne, issue d'une famille biterroise. Il a trois enfants : Jean-François, Nicole, comtesse de Brion, et Claude, baronne de Grandmaison, dont la fille, Anne épousera son cousin, Henri de Castries.
En 1935, il rachète le château de Castries, près de Montpellier, à la famille d'Harcourt, à qui le château était revenu par le remariage de la veuve du dernier duc de Castries (issu de la branche ainée de la famille de La Croix de Castries). Il entreprend de restaurer le bâtiment et cultive les vignes qui l'environnent. Il est mobilisé en septembre 1939 et envoyé au Liban. Renvoyé à Castries en 1940, il est nommé maire du village en 1941. Il entreprend de classer les archives familiales et écrit plusieurs romans dont l'un, Mademoiselle de Méthamis, obtint sur manuscrit le prix Balzac.
En août 1944, il est maintenu dans ses fonctions de maire de Castries, qu'il conserve jusqu'en 1950, sans cesser d'écrire des romans ni de tenir un journal quotidien. En 1951, il s'installe à Paris et se lance dans l'histoire, publiant en 1956 une biographie de Charles Eugène Gabriel de La Croix de Castries, maréchal de France, qui obtient le prix de l'Académie française. Dès lors, il publie régulièrement un volume d'histoire par an, avec une prédilection pour la période 1750-1850. Il obtient le prix Historia pour Mirabeau ou l’échec du destin en 1961 et le prix des Ambassadeurs en 1968 pour l’ensemble de son œuvre historique.
Il est élu membre de l'Académie française en 1972 et mainteneur de l'Académie des Jeux floraux en 1977.
En 1985, René de Castries donne à l'Institut de France son château de Castries. Son ouvrage posthume est consacré à Claudine Guérin de Tencin.
Il est photographié debout sur l'aqueduc ayant jadis alimenté le château dans un cliché de Pierre Jahan de 1967 publiée dans Objectif (Marval, 1994, p. 186).
Il est inhumé au cimetière Saint-Lazare de Castries auprès d'Edmond de La Croix de Castries (1787-1866), où son épouse, Monique de Cassagne (1912-2009) est aussi inhumée en 2009.

## Publications
- Mademoiselle de Méthamis, roman, prix Balzac, Paris, Calmann-Lévy, 1945
- Monsieur de Gerland, roman, Paris, Jean Vigneau, 1947
- Les Ténèbres extérieures, roman, Paris, La Colombe, 1951
- Le Maréchal de Castries, Paris, Fayard, 1956

- Prix Eugène-Carrière de l’Académie française
- Languedoc méditerranéen, en collaboration avec André Chamson, Paris, Hachette, 1956
- Le Château de Castries, André Barry, 1958
- Le Testament de la Monarchie. Tome I, L’indépendance américaine, Paris, Fayard, 1958

- Prix des Gens de France 1959
- Le Testament de la Monarchie. Tome II, L’agonie de la royauté, Paris, Fayard, 1959
- Les Rencontres de Stanley, Paris, France-Empire, 1960
- Mirabeau ou l’échec du Destin, prix Historia, Paris, Fayard, 1960
- Le Règne de Louis XVI, Club du livre, 1961
- Le Testament de la Monarchie. Tome III, Les émigrés, Paris, Fayard, 1962
- Maurice de Saxe, Paris, Fayard, 1963
- La Conspiration de Cadoudal, Paris, Del Duca, 1964
- Les guerres de Louis XIV et de Louis XV, Paris, Plon-Perrin, 1964
- Le Testament de la Monarchie. Tome IV, De Louis XVIII à Louis-Philippe, Paris, Fayard, 1965
- La vie quotidienne des émigrés, Paris, Hachette, 1966
- Orages sur l’Église, SPES, 1967
- Madame du Barry, Paris, Hachette, 1967

- Prix des Ambassadeurs 1968
- Louis XVIII, portrait d’un roi, Paris, Hachette, 1969
- Le Testament de la Monarchie. Tome V, Le grand refus du comte de Chambord, Paris, Hachette, 1970

- Prix du Nouveau Cercle
- Henri IV, roi de cœur, roi de France, Paris, Larousse, 1970
- Histoire de France des origines à 1970, Paris, Robert Laffont, 1971
- Madame Récamier, Paris, Larousse, 1971
- Figaro ou La vie de Beaumarchais, Paris, Hachette, 1972
- La fin des Rois. Tome I, Louis XVIII à la recherche de son Royaume (1789-1815), Paris, Tallandier, 1972
- La fin des Rois. Tome II, La France de Louis XVIII (1815-1824), Paris, Tallandier, 1972
- La fin des Rois. Tome III, Charles X (1757-1836), Paris, Tallandier, 1972
- La fin des Rois. Tome IV, Louis-Philippe, Roi des Français (1830-1840), Paris, Tallandier, 1973
- La fin des Rois. Tome V, L’écroulement de la Monarchie (1840-1848), Paris, Tallandier, 1973
- La conquête de la Terre Sainte par les Croisés, Paris, Albin Michel, 1973
- La Fayette, pionnier de la liberté, Paris, Hachette, 1974
- La France et l’indépendance américaine, Paris, Librairie académique Perrin, 1975
- Chateaubriand ou la puissance du songe, Paris, Librairie académique Perrin, 1976
- Papiers de famille, Paris, France-Empire, 1977
- L’aube de la Révolution, réédition de l’Agonie de la royauté, Paris, Tallandier, 1978
- La vieille dame du quai Conti, Paris, Librairie académique Perrin, 1978
- Rois et reines de France, Paris, Tallandier, 1979
- Les rendez-vous de l’Histoire, Paris, Librairie académique Perrin, 1979
- Louis-Philippe, Paris, Tallandier, 1980
- La Terreur blanche, Paris, Librairie académique Perrin, 1980
- La Pompadour, 1983
- Monsieur Thiers, Paris, Librairie académique Perrin, 1983
- La reine Hortense, 1984
- Julie de Lespinasse, 1985
- La scandaleuse Madame de Tencin, Paris, Librairie académique Perrin, 1986 (posthume)

## Distinctions
- Officier de la Légion d'honneur
- Commandeur de l'ordre des Arts et des Lettres
- Chevalier de l'ordre du Mérite agricole